# Apartment 26
Apartment 26 war eine englische Nu-, Alternative- und Industrial-Metal-Band aus Leamington Spa, die 1998 gegründet wurde und sich 2004 auflöste.

## Geschichte
Die Band wurde 1998 von den Highschool-Schülern Biff Butler (Gesang), Sohn des Black-Sabbath-Bassisten Geezer Butler, Jon Greasley (E-Gitarre) und Louis Cruden (Bass) gegründet. Durch den Keyboarder Andy „A.C.“ Huckvale und den Schlagzeuger Kevin Temple wurde die Besetzung vervollständigt. 1999 schloss sich die selbstfinanzierte EP Within an. Im selben Jahr spielte die Gruppe auf dem Ozzfest. Nach Auftritten mit System of a Down, Fu Manchu, Sevendust, Rollins Band und Powerman 5000 erschien im Jahr 2000 bei Hollywood Records das Debütalbum Hallucinating. Das Album wurde von Ulrich Wild produziert. In dem Lied Void ist Burton C. Bell von Fear Factory und Evan Seinfeld von Biohazard in dem Song Backwards zu hören. Der Veröffentlichung folgten Auftritte zusammen mit Papa Roach, Pantera, Soulfly, (hed)p.e. und Fear Factory. Im selben Jahr war die Band auch auf dem Soundtrack zu den Filmen Mission: Impossible II und Heavy Metal: F.A.K.K.² zu hören. Auch wurde Musik für das PlayStation-Spiel Gekido verwendet. 2001 schloss sich ein weiterer Auftritt auf dem Ozzfest an. Zudem arbeitete die Band an ihrem zweiten Album Detachment, das von Jason Slater und Troy Van Leeuwen von A Perfect Circle produziert worden war. Die Veröffentlichung fand allerdings nie statt. Zuvor hatte der Schlagzeuger Jeremy Colson die Band verlassen, um der Michael Schenker Group und Steve Vai beizutreten. Als Ersatz kam Brad Booker hinzu. Der erste Auftritt in veränderter Besetzung wurde am 26. Juni 2002 im Whisky a Go Go in West Hollywood als Vorgruppe für Stone Sour abgehalten. Im November arbeitete die Band an ihrem nächsten Album Music for the Massive und suchte gleichzeitig nach einem Label. Im Februar 2003 wurde die Veröffentlichung bei Atlantic Records bekanntgegeben. Im Oktober und November ging es mit Evanescence auf Tournee durch Großbritannien. Schließlich erfolgte im Januar 2004 die Veröffentlichung während der laufenden Tour mit Life of Agony durch die USA. Aufgrund schlechter Verkaufszahlen trennte sich das Label drei Monate später von der Band, woraufhin es zur Auflösung kam.

## Stil
Laut Christian Graf in seinem Nu Metal und Crossover Lexikon wurde die Band anfangs durch Nine Inch Nails und Fear Factory beeinflusst. Durch Huckvale seien Industrial-Einflüsse im Stil von The Prodigy hinzugekommen und somit sei sie mit Pitchshifter vergleichbar. Auch Joel McIver zog einen Vergleich zu Pitchshifter und beschrieb Apartment 26 als eine Metal-Band, die unter anderem Einflüsse aus Drum and Bass und Techno verarbeite. Heather Phares von Allmusic bezeichnete die Musik als eine aggressive Mischung aus Hard Rock, Drum and Bass und Rave. Laut Tommy Udo in seinem Buch Harte Brocken hat sich die Band anfangs an Grunge versucht, ehe man sich durch elektronische Experimente stilistisch in Richtung Fear Factory und Nine Inch Nails bewegt habe. Hallucinating lege einen Vergleich zu The Prodigy, Korn und Deftones nahe. In seiner Rezension zu diesem Album schrieb Matthias Mineur vom Metal Hammer, dass hierauf Industrial Metal mit „verfremdeten Gesangspassagen und technoiden Instrumentenklänge[n]“ zu hören ist. Die Musik klinge kalt und auch wenn sie gelegentlich melodisch sei, wirke sie schroff und surreal. In den Liedern sei das Keyboard besonders wichtig, wobei Einflüsse von Ministry und Nine Inch Nails zu hören seien. Eine Ausgabe später interviewte Mineur Biff Butler, der angab, Popmusik der 1980er Jahre im Stil von Björk und Sade zu mögen. Andere Mitglieder seien Fans von Death Metal, Techno oder Pink Floyd. Er selbst beschreibt die Musik von Apartment 26 als „Dance-Metal“. Weiter gab er an, dass die Musik durch Electronica und Rap sowie Fear Factory, Nine Inch Nails und Pitchshifter beeinflusst wurde. Auf dem Album habe man versucht den Klang von Pantera mit der Energie von Deftones zu kombinieren.

## Diskografie
- 1999: Withing (EP, Murph Records)
- 2000: Hallucinating (Album, Hollywood Records)
- 2000: Backwards (Single, Hollywood Records)
- 2000: Basic Breakdown (Single, Hollywood Records)
- 2003: 88 (EP, Atlantic Records)
- 2004: Music for the Massive (Album, Atlantic Records)
- 2004: Give Me More (Single, Atlantic Records)